# Silly (Belgia)
Silly (neerlandeză Opzullik, valonă Ch'li) este o comună francofonă din regiunea Valonia din Belgia. Comuna Silly este formată din localitățile Silly, Bassilly, Fouleng, Gondregnies, Graty, Hellebecq, Hoves și Thoricourt. Suprafața sa totală este de 67,68 km². La 1 ianuarie 2008 avea o populație totală de 8.013 locuitori. 
Comuna Silly se învecinează cu comunele Ath, Braine-le-Comte, Brugelette, Enghien, Lens, Lessines, Soignies și Bever.